# Felicity Ace
La Felicity Ace è stata una nave cargo Roll-on/roll-off PCTC (Pure Car and Truck Carrier) battente bandiera di Panama, costruita dall'azienda Shin Kurushima Dockyard nel 2005 e di proprietà della giapponese Mitsui O.S.K. Lines, capovolta e affondata nel 2022 dopo lo scoppio di un incendio.

## Progettazione e costruzione
La Felicity Ace fu progettata per il trasporto automobili e camion. La lunghezza della nave era di 200 m, la larghezza di 32,26 m e il pescaggio di servizio di 9,7 metri. La portata lorda della nave era di 17.738 tonnellate, con una stazza lorda di 60.118 tonnellate. Era alimentata da un singolo motore Diesel principale da 15.286 kW (20.500 CV), con una velocità di servizio di 22,3 nodi (41,3 km/h; 25,7 mph).
La nave fu costruita presso lo stabilimento Ōnishi di Shin Kurushima Dockyard a Imabari, Ehime, Giappone, nel cantiere n. 5306 per Mitsui O.S.K. Lines of Japan ed è identificata con il numero IMO 9293911. Venne varata il 2 luglio 2005 e fu completata il 5 ottobre 2005, venendo consegnata a Mitsui O.S.K. Lines (MOL) di Tokyo, in Giappone, nella proprietà registrata di Aurora Car Maritime Transport S.A. battente bandiera di Panama.
Dal 2011 il suo proprietario divenne Snowscape Car Carriers S.A., rimanendo sotto la gestione del gruppo MOL.

## Incendio e naufragio
La nave, che era salpata dal porto di Emden in Germania il 10 febbraio 2022, trasportava 3965 autovetture del Gruppo Volkswagen, tra cui vari modelli di lusso quali Lamborghini e Bentley, in direzione Rhode Island verso gli Stati Uniti d'America.
Il 16 febbraio 2022, mentre attraversava il tratto di oceano del Nord Atlantico in direzione del porto di Davisville, la stiva del cargo prese fuoco. In quel momento la nave si trovava a circa 320 chilometri (200 miglia) dall'isola di Terceira nelle Azzorre. In seguito ad una richiesta di aiuto, tutti i 22 membri dell'equipaggio vennero soccorsi dalla Marina portoghese.
Il 1º marzo 2022 a causa dell'incendio perdurato per due settimane, la nave si è capovolta ed è affondata.
Secondo gli analisti di settore, la nave trasportava merci per un valore stimato di circa 438 milioni di dollari, di cui 401 milioni erano automobili, calcolando anche delle perdite derivanti dal naufragio per il gruppo Volkswagen di circa 155 milioni.